# Mette Berggreen
Pour les articles homonymes, voir Berggreen.
Mette Berggreen est une actrice danoise née le 22 juillet 1971.
Chorégraphe de formation, elle est l'ex-compagne de Vincent Elbaz avec qui elle a eu une fille en 2007. 

## Filmographie
- 2000 : Dancer in the Dark de Lars von Trier : la réceptionniste de l'hôpital
- 2005 : J'aurais voulu être un danseur d'Alain Berliner